# یواس‌اس فردونیا (۱۸۴۵)
یواس‌اس فردونیا (۱۸۴۵) (به انگلیسی: USS Fredonia (1845)) یک کشتی است که طول آن ۱۶۰ فوت (۴۹ متر) می‌باشد. این کشتی در سال ۱۸۴۵ ساخته شد.